# Municipio de Dunkel
El municipio de Dunkel (en inglés: Dunkel Township) es un municipio ubicado en el condado de Jones en el estado estadounidense de Dakota del Sur. En el año 2010 tenía una población de 15 habitantes y una densidad poblacional de 0,16 personas por km².

## Geografía
El municipio de Dunkel se encuentra ubicado en las coordenadas 43°51′52″N 100°31′36″O / 43.86444, -100.52667. Según la Oficina del Censo de los Estados Unidos, el municipio tiene una superficie total de 93.24 km², de la cual 93,24 km² corresponden a tierra firme y (0 %) 0 km² es agua.

## Demografía
Según el censo de 2010, había 15 personas residiendo en el municipio de Dunkel. La densidad de población era de 0,16 hab./km². De los 15 habitantes, el municipio de Dunkel estaba compuesto por el 100 % blancos. Del total de la población el 0 % eran hispanos o latinos de cualquier raza.